# Chaillac

Chaillac este o comună în departamentul Indre, Franța. În 1 ianuarie 2022 avea o populație de 1.031 de locuitori.